# Christine Goitschel
Christine Goitschel, verheiratete Béranger (* 9. Juni 1944 in Sainte-Maxime, Département Var) ist eine ehemalige französische Skirennläuferin.

## Werdegang
Christine Goitschel ist die ältere Schwester von Marielle Goitschel (* 1945). Ihre größten Erfolge feierte sie bei den Olympischen Spielen 1964 in Innsbruck. Sie wurde vor ihrer Schwester Marielle Olympiasiegerin im Slalom. Im Riesenslalom gewann sie hinter ihrer Schwester und zeitgleich mit der US-Amerikanerin Jean Saubert die Silbermedaille. Die Goitschel-Schwestern sorgten für zusätzlichen Presserummel, als Marielle ihre baldige Heirat mit Jean-Claude Killy bekanntgab und Christine dies „bestätigte“. Allerdings war dies ein Scherz, den sie zusammen erdacht hatten, um sich über die Journalisten lustig zu machen. Von der Internationalen Vereinigung der Ski-Journalisten (AIJS) wurde sie 1964 zusammen mit ihrer Schwester mit dem Skieur d’Or ausgezeichnet.
Am 11. März 1967 gewann Christine Goitschel den Weltcup-Riesenslalom in Franconia, im selben Jahr wurde sie Französische Meisterin im Slalom. Zu ihren Siegen vor Einführung des Weltcups zählen unter anderem zwei Slalomsiege beim Staufenpokal in Oberstaufen in den Jahren 1964 und 1965, während sie bei den SDS-Rennen in Grindelwald 1963 Zweite und 1966 Dritte im Slalom wurde.
Goitschel war mit dem früheren Skirennläufer, Trainer und FFS-Präsidenten Jean Béranger (1937–2012) verheiratet.